# Troine
Troine (en luxemburguès: Tratten; alemany: Trotten) és un nucli del municipi de Wincrange, situada al districte de Diekirch del cantó de Clervaux. Està a uns 53 km de distància de la ciutat de Luxemburg.

## Història
Troine està esmentada per primera vegada l'any 840 en forma de Trodana. Abans de l'1 de gener de 1978, Troine formava part de l'antiga comunitat de Boevange.